# Jimmy Durmaz
Pour les articles homonymes, voir Didem Durmaz.
Jakup Jimmy Durmaz, né le 22 mars 1989 à Örebro en Suède, est un footballeur international suédois évoluant comme milieu gauche.
Jusqu'en 2009, il portait le nom de sa mère, Touma, et non celui de son père, Durmaz. Il acquiert la nationalité turque lors de son passage à Gençlerbirliği.

## Biographie

### Origines et famille
Jimmy Durmaz est suédois d'origine araméenne : son père est araméen de Turquie, sa mère araméenne de Syrie,,, tous les deux de confession syriaque orthodoxe. Jimmy Durmaz se revendique lui-même comme « chrétien orthodoxe ». Si ses convictions religieuses se lisent sur ses tatouages, son attachement à ses racines se traduit aussi par des gestes plus visibles, comme sa visite d'un camp de réfugiés syriens en Grèce.

### Carrière

#### En club
Après cinq saisons passées sous les couleurs du Malmö FF, de 2008 à 2012, puis deux avec le club turc de Gençlerbirliği Spor Kulübü et deux avec l'Olympiakos, l’international suédois s'engage en fin de mercato (et alors qu'il a déjà disputé deux matchs de tour préliminaire de la Ligue des champions avec l'Olympiakos) avec le Toulouse Football Club, pour une durée de trois ans.

##### Malmö FF
Formé au club de BK Forward (sv), un club d'Örebro, il s'engage à 19 ans avec le club le plus titré de Suède : le Malmö FF. Arrivé le 7 juillet 2008, à une époque où il se fait appeler Jimmy Tourma (Tourma étant le nom de famille de sa mère), il signe un contrat de longue durée (cinq ans et demi) et se voit attribuer le numéro 21. Il joue son premier match en Allsvenskan  (la première division suédoise) dès la semaine suivante, le 14 juillet face au Hammarby IF.

À l'intersaison 2008-2009 il prend le nom de son père, Durmaz.

À partir de la saison 2010 il devient un titulaire de l'équipe avec laquelle il dispute vingt-neuf matchs (vingt-sept sur les trente possibles en championnat, plus deux en coupe) et est sacré champion de suède. En 2011, toujours titulaire en club, il découvre la Coupe d'Europe : d'abord la Ligue des champions où il joue les six matchs de son club: les matchs du deuxième tour de qualification contre le HB Tórshavn, du troisième tour de qualification contre les Glasgow Rangers puis les barrages perdus contre le Dinamo Zagreb. Puis le club est reversé en Ligue Europa et là encore Durmaz participe aux six matchs de son club (qui termine dernier du groupe F avec un match nul pour cinq défaites et est donc éliminé). La saison 2011 est également celle de ses premières sélections avec l'équipe de Suède, le 8 février 2011 lors d'un match amical contre Chypre.
Il commence en 2012 une cinquième saison sous les couleurs de Malmö, mais est transféré pendant l'été (en cours de saison pour le championnat suédois) au club turc de Gençlerbirliği S.K., à Ankara.

##### Gençlerbirliği S.K.
Ce transfert depuis Malmö se conclut après de longues négociations entre les trois parties et est finalement acté en juillet : Durmaz s'engage pour trois ans avec le club ankariote. Pour l'occasion, il demande et obtient la double nationalité suédoise et turque (son père étant lui-même turc).

Durant deux ans il est titulaire dans son club de Süper Lig pour lequel il joue soixante-cinq matchs. En parallèle il participe activement aux qualifications pour la Coupe du monde 2014 où la Suède est éliminée en barrages par le Portugal.

##### Olympiakos
Dès juillet 2014 le club grec de l'Olympiakós le Pirée, alors quadruple champion de Grèce en titre et qualifié pour la Ligue des champions, essaye de faire venir Jimmy Durmaz, mais le président de Gençlerbirliği s'y oppose. Finalement les deux clubs trouvent un accord le 21 août 2014,.
En deux ans dans le club, il ne parvient jamais à s'imposer : souvent blessé lors de sa première saison, au sein d'un effectif fourni, il joue finalement 54 matchs sur l'ensemble de ses deux saisons mais souvent en tant que remplaçant. Et s'il remporte deux titres de champions de Grèce, il ne participe à aucun match de Ligue des champions pour laquelle il n'est même pas inscrit en 2015, seulement à quelques matchs (cinq) de Ligue Europa.
Les 27 juillet et 3 août 2016 il participe enfin à deux matchs de Ligue des champions, pour la première fois depuis 2011, lors du troisième tour de qualification. Mais le club est éliminé par l'Hapoël Beer-Sheva et reversé en Ligue Europa.

##### Toulouse FC
Le 24 août 2016, Jimmy Durmaz est transféré au Toulouse Football Club, avec lequel il signe un contrat de trois ans dans le cadre d'un transfert estimé à 2,5 millions d'euros. Il porte le numéro 21 sous ses nouvelles couleurs. Le 17 septembre 2016, il inscrit son premier but avec le club toulousain en marquant contre l'EA Guingamp. Il offre ainsi la victoire à son équipe. Il inscrira un deuxième but lors du choc contre le Paris Saint-Germain en remportant la rencontre 2 buts à 0.
Il inscrit son premier doublé contre Rennes à domicile le 26 aout 2017 pour une victoire 3 buts à 2 . Il remarque un doublé contre Lyon à domicile le 16 janvier 2019  mais son équipe concède le nul.

#### En sélection
La carrière internationale de Jimmy Durmaz commence avec l'équipe de Suède espoirs en 2009 lors des éliminatoires du Championnat d'Europe de football espoirs 2011. Il participe entre 2009 et 2010 à huit des dix matchs de qualification (huit matchs de poule et deux de barrage), mais l'équipe est finalement éliminée en barrage par la Suisse et ne participe donc pas au Championnat d'Europe de football espoirs 2011.
Jimmy Durmaz débute en sélection suédoise sénior l'année suivante, le 8 février 2011, contre Chypre lors d'un match amical où il rentre en cours de match à la place d'Ola Toivonen.
Le 9 juin 2017 à la Friends Arena dans la banlieue de Stockholm, il égalise lors d'un match de qualification à la Coupe du monde 2018 face à la France avant que son équipe finisse même par s'imposer 2-1 en toute fin de rencontre grâce à Ola Toivonen profitant d'une grossière erreur du portier Hugo Lloris.

## Statistiques

### Statistiques détaillées
| Saison                | Club                  | Championnat           | Championnat | Championnat | Championnat | Coupe nationale | Coupe nationale | Coupe nationale | Coupe de la Ligue | Coupe de la Ligue | Coupe de la Ligue | Supercoupe | Supercoupe | Supercoupe | Compétition(s) continentale(s) | Compétition(s) continentale(s) | Compétition(s) continentale(s) | Compétition(s) continentale(s) | Suède | Suède | Suède | Total | Total | Total |
| Saison                | Club                  | Division              | M.          | B.          | P.d.        | M.              | B.              | P.d.            | M.                | B.                | P.d.              | M.         | B.         | P.d.       | Comp.                          | M.                             | B.                             | P.d.                           | M.    | B.    | P.d.  | M.    | B.    | P.d.  |
| 2007                  | BK Forward            | D3                    | 22          | 2           | -           | -               | -               | -               | -                 | -                 | -                 | -          | -          | -          | -                              | -                              | -                              | -                              | -     | -     | -     | 22    | 2     | 0     |
| 2008                  | BK Forward            | D3                    | 13          | 2           | -           | -               | -               | -               | -                 | -                 | -                 | -          | -          | -          | -                              | -                              | -                              | -                              | -     | -     | -     | 13    | 2     | 0     |
| Sous-total            | Sous-total            | Sous-total            | 35          | 4           | -           | -               | -               | -               | -                 | -                 | -                 | -          | -          | -          | -                              | -                              | -                              | -                              | -     | -     | -     | 35    | 4     | 0     |
| 2008                  | Malmö FF              | Allsvenskan           | 9           | 2           | 0           | -               | -               | -               | -                 | -                 | -                 | -          | -          | -          | -                              | -                              | -                              | -                              | -     | -     | -     | 9     | 2     | 0     |
| 2009                  | Malmö FF              | Allsvenskan           | 13          | 0           | 0           | 1               | 0               | 0               | -                 | -                 | -                 | -          | -          | -          | -                              | -                              | -                              | -                              | -     | -     | -     | 14    | 0     | 0     |
| 2010                  | Malmö FF              | Allsvenskan           | 27          | 2           | 6           | 2               | 0               | 0               | -                 | -                 | -                 | -          | -          | -          | -                              | -                              | -                              | -                              | -     | -     | -     | 29    | 2     | 6     |
| 2011                  | Malmö FF              | Allsvenskan           | 27          | 4           | 1           | 3               | 0               | 0               | -                 | -                 | -                 | 1          | 0          | 1          | C1+C3                          | 6+6                            | 0                              | 1+0                            | 1     | 0     | 0     | 44    | 4     | 3     |
| 2012                  | Malmö FF              | Allsvenskan           | 15          | 6           | 0           | -               | -               | -               | -                 | -                 | -                 | -          | -          | -          | -                              | -                              | -                              | -                              | 2     | 1     | 0     | 17    | 7     | 0     |
| Sous-total            | Sous-total            | Sous-total            | 91          | 14          | 7           | 6               | 0               | 0               | -                 | -                 | -                 | 1          | 0          | 1          | -                              | 12                             | 0                              | 1                              | 3     | 1     | 0     | 113   | 15    | 9     |
| 2012-2013             | Gençlerbirliği        | Süper Lig             | 29          | 5           | 0           | 3               | 0               | 0               | -                 | -                 | -                 | -          | -          | -          | -                              | -                              | -                              | -                              | 6     | 0     | 0     | 38    | 5     | 0     |
| 2013-2014             | Gençlerbirliği        | Süper Lig             | 32          | 6           | 4           | 1               | 0               | 0               | -                 | -                 | -                 | -          | -          | -          | -                              | -                              | -                              | -                              | 8     | 0     | 0     | 41    | 6     | 4     |
| Sous-total            | Sous-total            | Sous-total            | 61          | 11          | 4           | 4               | 0               | 0               | -                 | -                 | -                 | -          | -          | -          | -                              | -                              | -                              | -                              | 14    | 0     | 0     | 79    | 11    | 4     |
| 2014-2015             | Olympiakos            | Superleague           | 19          | 2           | 2           | 5               | 3               | 4               | -                 | -                 | -                 | -          | -          | -          | C3                             | 3                              | 0                              | 0                              | 7     | 1     | 2     | 34    | 6     | 8     |
| 2015-2016             | Olympiakos            | Superleague           | 23          | 7           | 5           | 2               | 0               | 3               | -                 | -                 | -                 | -          | -          | -          | C3                             | 2                              | 0                              | 0                              | 10    | 0     | 2     | 37    | 7     | 10    |
| Sous-total            | Sous-total            | Sous-total            | 42          | 9           | 7           | 7               | 3               | 7               | -                 | -                 | -                 | -          | -          | -          | -                              | 7                              | 0                              | 0                              | 17    | 1     | 4     | 73    | 13    | 18    |
| 2016-2017             | Toulouse FC           | Ligue 1               | 27          | 2           | 1           | 1               | 1               | 0               | -                 | -                 | -                 | -          | -          | -          | -                              | -                              | -                              | -                              | 7     | 1     | 1     | 35    | 4     | 2     |
| 2017-2018             | Toulouse FC           | Ligue 1               | 20+1        | 3+1         | 3           | 2               | 0               | 0               | 1                 | 0                 | 0                 | -          | -          | -          | -                              | -                              | -                              | -                              | 3     | 0     | 0     | 27    | 4     | 3     |
| Sous-total            | Sous-total            | Sous-total            | 47+1        | 5+1         | 4           | 3               | 1               | 0               | 1                 | 0                 | 0                 | -          | -          | -          | -                              | -                              | -                              | -                              | 10    | 1     | 1     | 62    | 8     | 5     |
| Total sur la carrière | Total sur la carrière | Total sur la carrière | 277         | 44          | 22          | 20              | 4               | 7               | 1                 | 0                 | 0                 | 1          | 0          | 1          | -                              | 19                             | 0                              | 1                              | 41    | 3     | 4     | 359   | 51    | 35    |

### Buts internationaux
| Buts internationaux de Jimmy Durmaz | Buts internationaux de Jimmy Durmaz | Buts internationaux de Jimmy Durmaz | Buts internationaux de Jimmy Durmaz | Buts internationaux de Jimmy Durmaz | Buts internationaux de Jimmy Durmaz | Buts internationaux de Jimmy Durmaz |
| 0                                   | Date                                | Lieu                                | Adversaire                          | Score                               | Résultats                           | Compétitions                        |
| ----------------------------------- | ----------------------------------- | ----------------------------------- | ----------------------------------- | ----------------------------------- | ----------------------------------- | ----------------------------------- |
| 1                                   | 23 janvier 2012                     | Stade Jassim-bin-Hamad, Doha, Qatar | Qatar                               | 0-1                                 | 0-5                                 | Match amical                        |
| 2                                   | 12 octobre 2014                     | Friends Arena, Stockholm, Suède     | Liechtenstein                       | 2-0                                 | 2-0                                 | Éliminatoires Euro 2016             |
| 3                                   | 9 juin 2017                         | Friends Arena, Stockholm, Suède     | France                              | 1-1                                 | 2-1                                 | Éliminatoires Coupe du monde 2018   |

## Palmarès
Malmö FF
- Champion de Suède (1) : 2010

 Olympiakos
- Championnat de Grèce (2) : 2015 et 2016

## Vie privée
Ses frères David Durmaz et Sharbel Durmaz sont aussi footballeurs. Il est également de la même famille que Sharbel Touma, ancien international suédois et joueur du Syrianska FC.